# Menschenfressertomate
Die Menschenfressertomate (Solanum viride), auch Kannibalentomate, Poro Poro oder Boro-dina genannt, ist eine Pflanzenart aus der Familie der Nachtschattengewächse (Solanaceae). Damit ist sie eine nahe Verwandte zu Tomate, Kartoffel und Aubergine. Den ungewöhnlichen Namen bekam diese Pflanzenart, weil sie auf den Fidschi-Inseln von kannibalisch lebenden Stämmen genutzt worden sein soll, um Menschenfleisch besser verträglich zu machen.

## Beschreibung
Die Menschenfressertomaten sind mehrjährige krautige Pflanzen, sie wachsen buschig und erreichen Wuchshöhen bis etwa 150 Zentimeter. Die Laubblätter sind eiförmig zugespitzt. Die Blüten ähneln denen anderer Nachtschatten; sie sind weiß, fünfzipfelig und besitzen gelbe Staubgefäße. Nach der Bestäubung entstehen aus den Blüten rote, zwei bis drei Zentimeter große Beerenfrüchte, die Tomaten ähnlich sehen.
Die Früchte sind essbar, haben jedoch roh einen bitteren Geschmack, der durch Kochen vermindert werden kann. Die Blätter können als Salat zubereitet werden. In den Wurzeln werden giftige Steroid-Alkaloide angereichert.

## Herkunft
Die Menschenfressertomate ist auf Tahiti, Fidschi und anderen Inseln im pazifischen Raum beheimatet. Außerhalb dieser Gebiete wird diese Pflanzenart gelegentlich als Kübelpflanze kultiviert.

## Botanische Geschichte

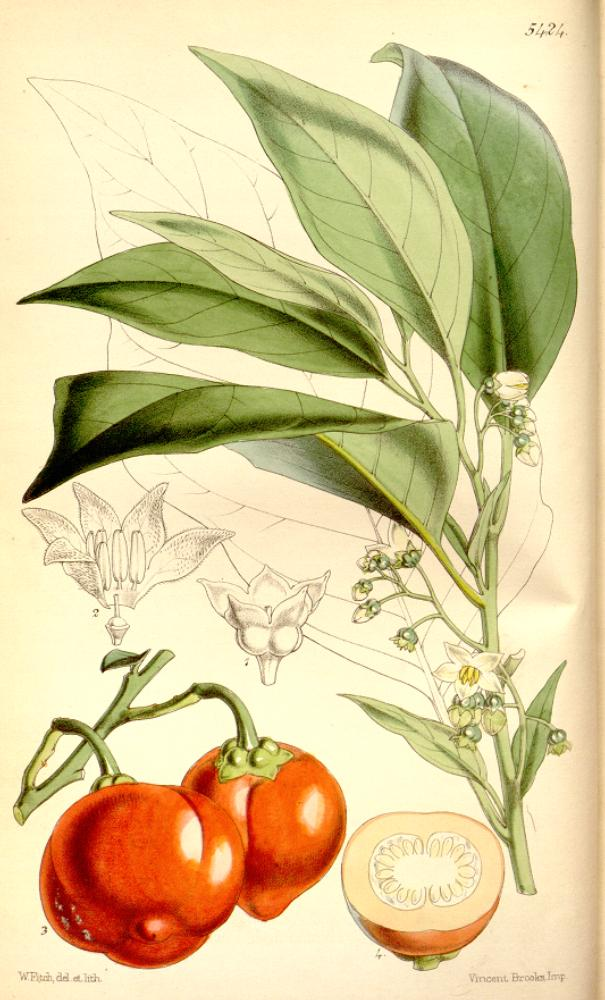
Historische Illustration aus Curtis’s Botanical Magazine (1864)

Die ersten Sammlungen der Art wurden während der zweiten Forschungsreise James Cooks nach Neuseeland und in den Südpazifik (1772–1775) von Johann Reinhold Forster und dessen Sohn Georg Forster angelegt. Da der in Georg Forsters Dissertationsschrift De plantis esculentis insularum Oceaniae 1786 veröffentlichte Name als nicht gültig publiziert gilt, stammt die regelgerechte Erstbeschreibung von dem deutschen Botaniker und Mediziner Kurt Sprengel 1807 unter dem von den Forsters auf den Herbarbelegen angegebenen Namen Solanum viride.
Später wurde die Pflanze noch mehrfach unter anderem Namen beschrieben, so 1852 durch den französischen Botaniker Michel Félix Dunal unter dem Namen Solanum uporo, unter dem die Pflanze noch heute oft zu finden ist. Den Namen Menschenfressertomate erhielt sie jedoch 1864 durch Berthold Seemann, was sich auch im von ihm vergebenen wissenschaftlichen Namen Solanum anthropophagorum widerspiegelt. Er berichtet, von den zu dieser Zeit angeblich noch vereinzelt „kannibalisch“ lebenden Einwohnern der Fidschis erfahren zu haben, dass Menschenfleisch schwer verdaulich sei, aber durch die Zubereitung mit drei verschiedenen Pflanzenarten bekömmlicher werde. Diese Arten sind zum einen die Menschenfressertomate, zum anderen die Blätter von Malawari (Streblus anthropophagorum) und Tudano (Homalanthus nutans). Während Malawari und Tudano wild wachsende Bäume sind, wurde die Menschenfressertomate kultiviert, oft in der Nähe der als bure-ni-sa (Haus des Fremden) bezeichneten Hütten, in die die im Krieg Gefallenen gebracht wurden. Laut Seemann hielt sich unter der einheimischen Bevölkerung der Aberglaube, dass das Berühren von Kindern mit Händen, die vorher Menschenfleisch berührt hatten, Krankheiten hervorrufe. Deswegen wurde das Fleisch nur mit langen Holzgabeln berührt.
Da Sprengel in seiner Erstbeschreibung auf kein Typusexemplar verwies, aber bei den Beschreibungen auf die sich in seinem Herbarium befindlichen Belege der Forsters zurückgriff, wurde 1986 ein aus diesem Herbarium stammendes Exemplar als Lektotypus bestimmt. Neben den wissenschaftlichen Artnamen Solanum uporo und Solanum anthropophagorum sind auch Solanum patameense, Solanum polynesicum und Solanum savaiense wissenschaftliche Synonyme.